# Desfile de la Victoria de Asunción de 1935
El Desfile de la Victoria de Asunción de 1935 fue una exhibición militar llevada a cabo para celebrar la victoria del Ejército Paraguayo en la guerra del Chaco (1932-1935).

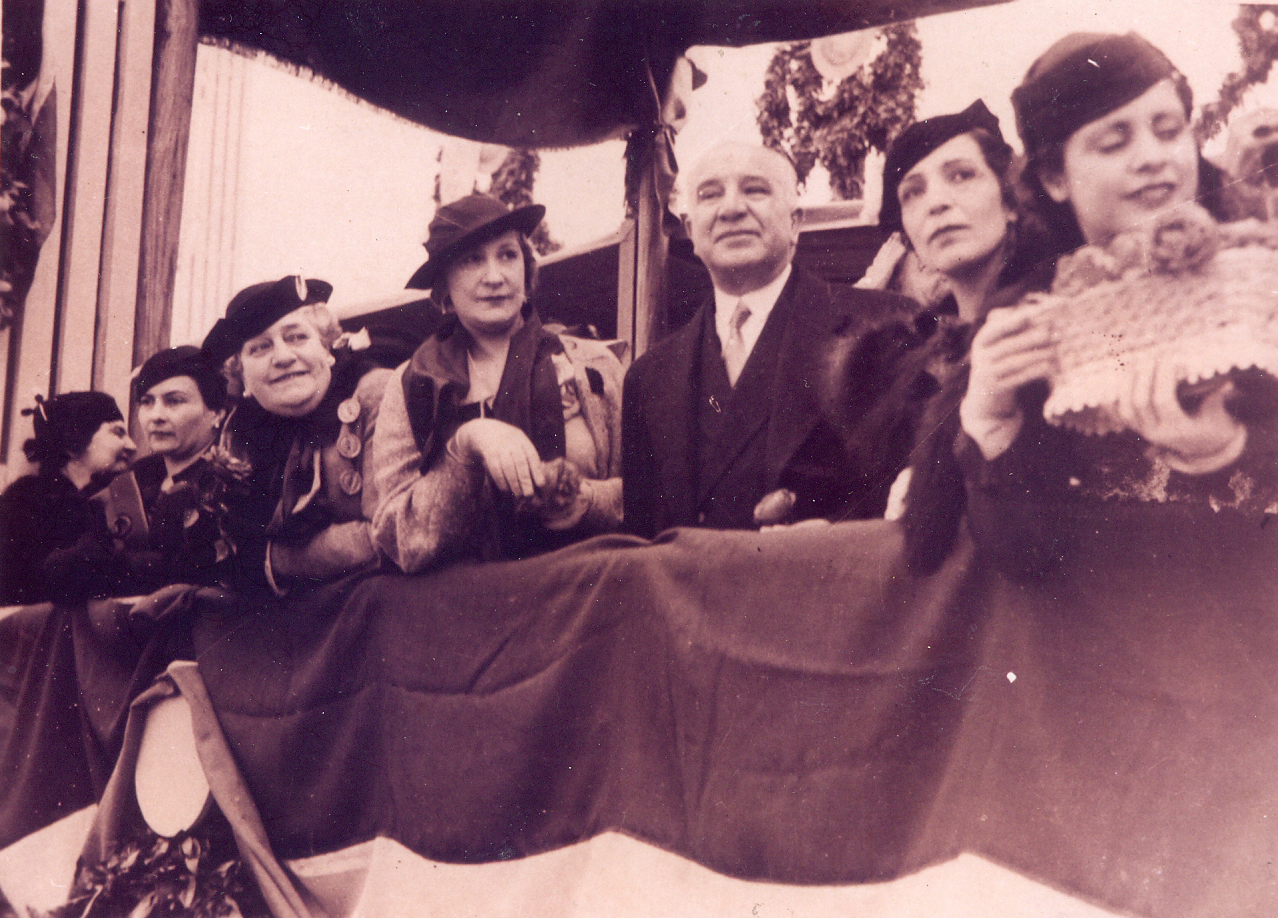
Palco oficial durante el desfile oficial en celebración de la victoria de la guerra del Chaco. Nótese la ausencia del general José Félix Estigarribia, que se encontraba aún en el desfile (Colección Vera-Scuderi).

## Antecedentes
El protocolo de paz de la Guerra del Chaco había sido firmado el 12 de junio de 1935 en Buenos Aires, como punto cumbre a los esfuerzos de la Comisión Mediadora Internacional.
A consecuencia de ello, el 14 de junio, dos días después de la firma, a las 12 horas del mediodía, se declaró el cese al fuego en todo el frente. El entonces general José Félix Estigarribia, mediante un mensaje radial, comunicó a las tropas la buena nueva.

## El desfile
El Desfile de la Victoria de Asunción de 1935 fue organizado por las autoridades civiles y militares del Paraguay, y se llevó a cabo el 22 de agosto.
Encabezó las fuerzas del desfile el comandante en jefe del Ejército Paraguayo, al momento general de Ejército José Félix Estigarribia, quien a caballo recorrió partes de las calles para luego sumarse al palco oficial en el que se encontraban las autoridades nacionales.
El evento fue cubierto por la prensa nacional e internacional, entre ellos corresponsales de periódicos europeos y norteamericanos.

## Recorrido
El recorrido del desfile comenzó en el Barrio Jara, sobre la calle llamada en ese entonces como Avenida Colombia (hoy Avda. Mariscal López) y su intersección con la Avenida Olimpo (hoy Avda. Juscelino Kubitschek).
Con rumbo al centro de la ciudad de Asunción, la parada militar continuó por la Avda. Colombia, luego tomó la calle Brasil, Pdte. Eligio Ayala, Antequera, 25 de Mayo y México rodeando la Plaza Uruguaya. Entró por 14 de Julio (hoy Mcal. Estigarribia), continuación de Palma pasando frente al Panteón Nacional de los Héroes (entonces todavía sin terminar) y terminó en la intersección de la Avda. Colón, donde las fuerzas de desfile rompieron filas dirigiéndose a la sede de la Armada Nacional Paraguaya a unas cuadras del lugar.

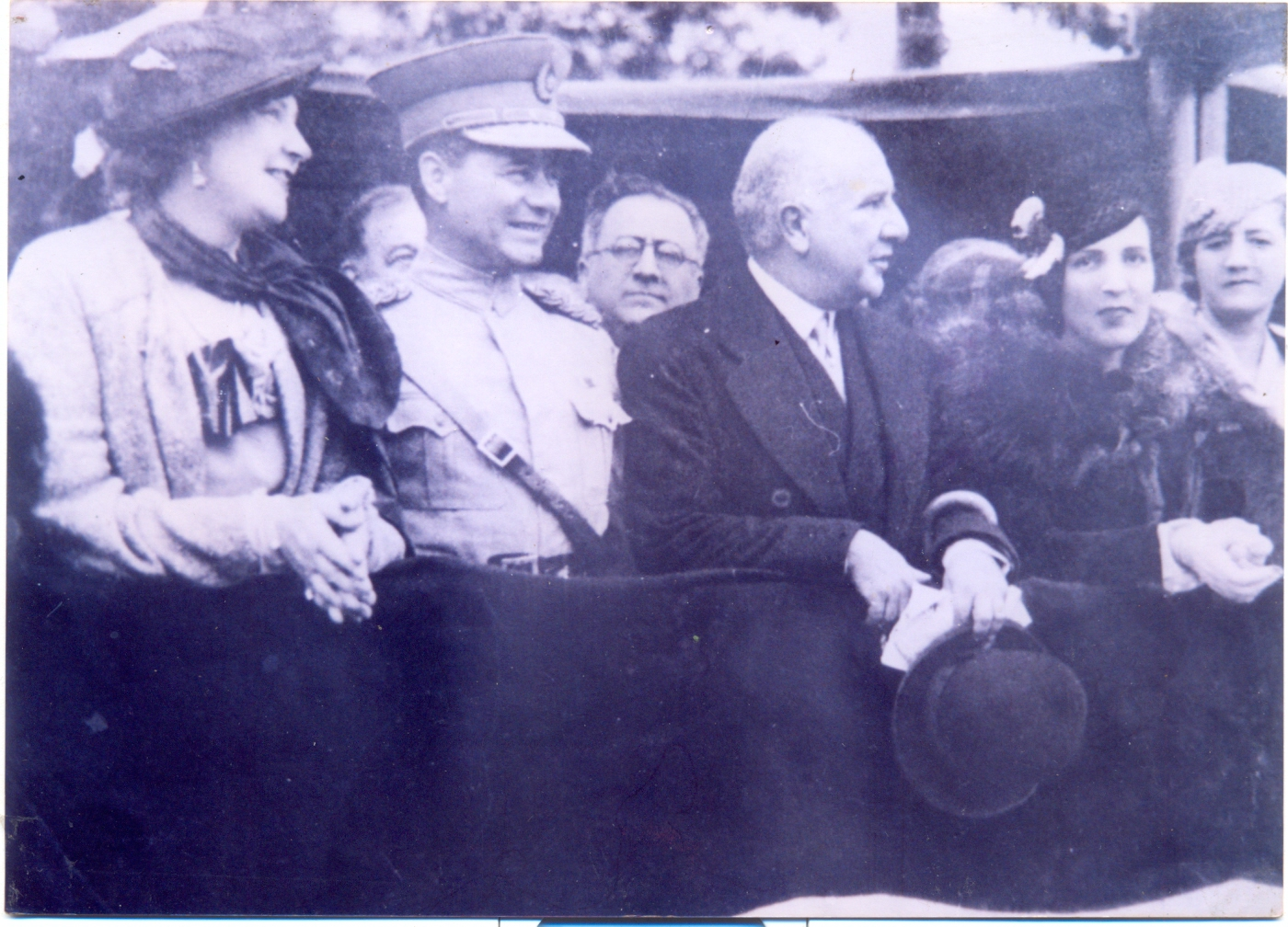
Palco oficial, ya con la presencia del Gral. Estigarrribia (Colección Vera-Scuderi)

El palco oficial se encontraba en la Avda. Colombia y Gral. Aquino.

## Los arcos de triunfo

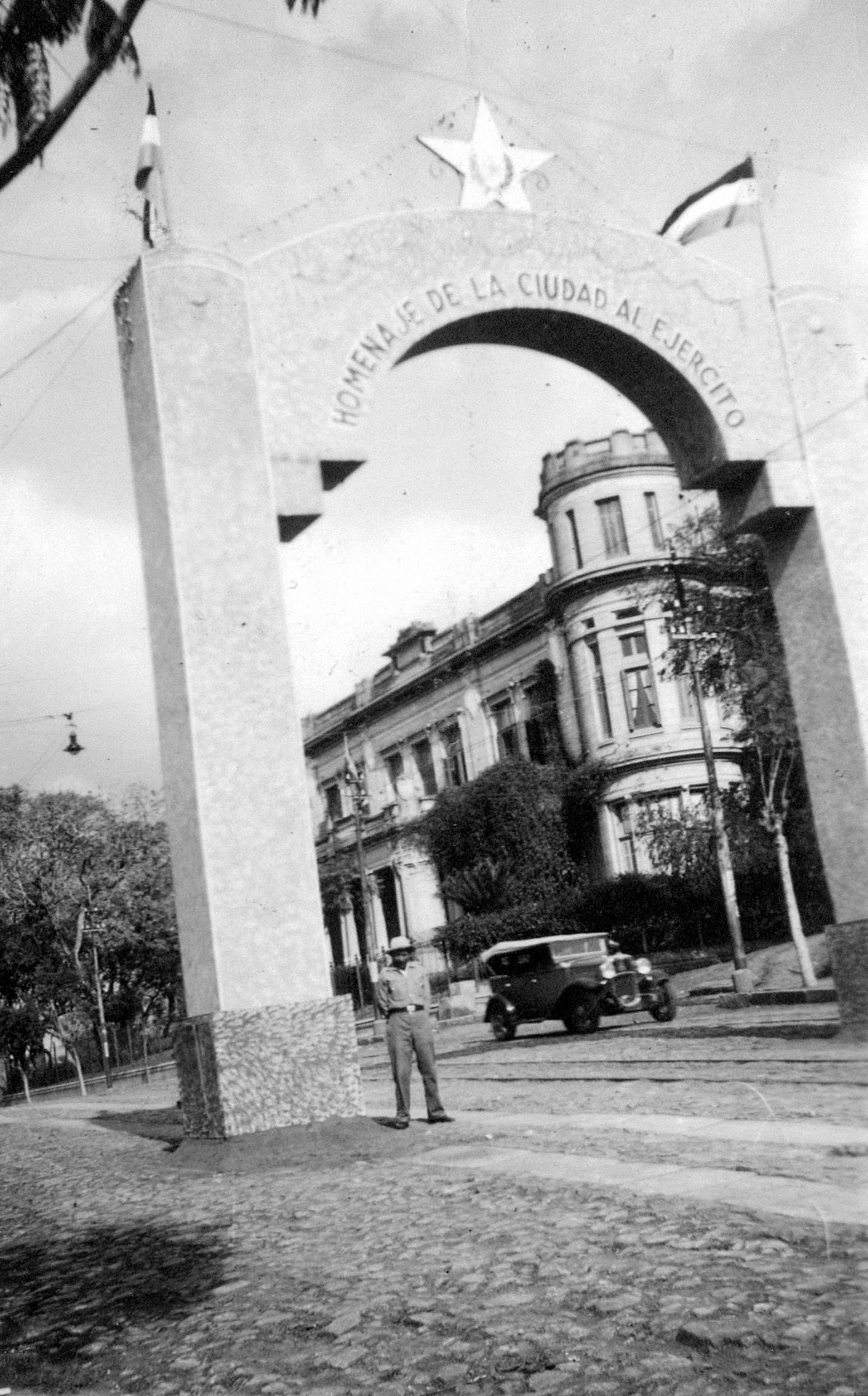
Arco de triunfo sobre la Avda. República de Colombia y Vicepresidente Sánchez (Colección Vera-Scuderi)

Para la ceremonia se instalaron tres arcos de triunfo construidos de diferentes materiales: mampostería y utilería. El primero de ellos estuvo instalado sobre la Avda. Colombia y Vicepresidente Sánchez, frente al actual edificio del Ministerio de Defensa Nacional.
El segundo arco estuvo en la intersección de las calles Antequera y Eligio Ayala, y el tercero sobre la calle Palma y Chile.

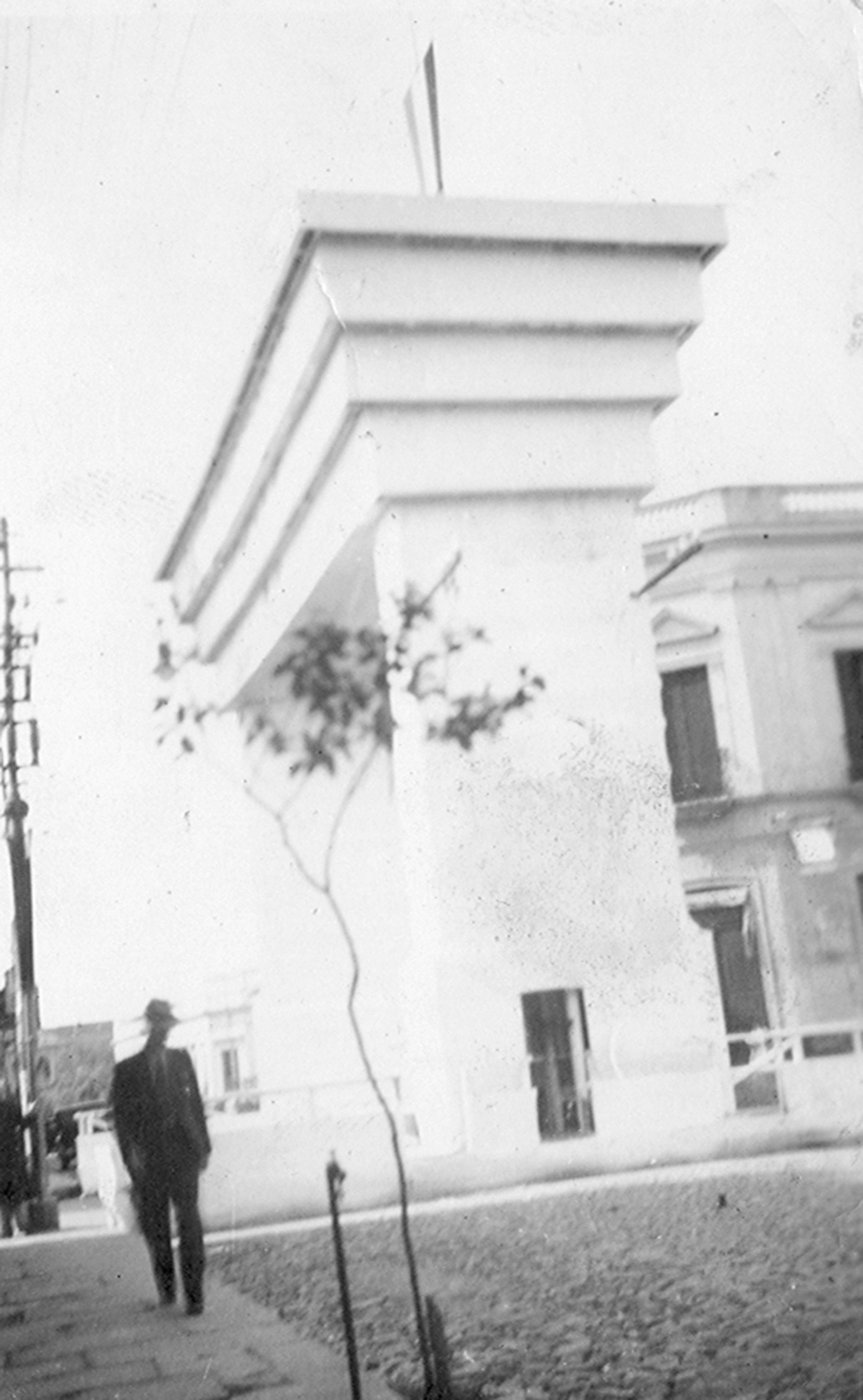
Arco de triunfo sobre las calles Palma y Chile (Colección Vera-Scuderi)

Este último arco de triunfo fue ofrecido por la Legión Civil Extranjera, en la esquina del Panteón Nacional y la casa del presidente de dicha nucleación que ayudó a los paraguayos durante la contienda, el empresario Juan Alegre, cuyo palacio hoy es sede del Ministerio de Hacienda del Paraguay.

## Fuerzas componentes del desfile
Del desfile militar participaron unos 7000 soldados, integrantes del Ejército, Aviación, Artillería, Sanidad e Intendencia. También la Marina, Comunicaciones y unidades menores.
El general Estigarribia encabezó la marcha montado sobre un caballo, luego le siguieron su ayudante y los jefes y oficiales de su Estado Mayor. A ellos los siguieron el Primer Cuerpo de Ejército, comandados por el coronel Carlos José Fernández.
Posteriormente se abrió paso el Segundo Cuerpo liderado por el coronel Rafael Franco, y por último el Tercer Cuerpo de Ejército, comandado por el coronel Nicolás Delgado.
Por parte de la Fuerza Aérea, doce aviones sobrevolaron el desfile, entre los que se encontraban cuatro Potez 25 tripulados, entre otros, por los capitanes José María Fernández y Carmelo Peralta, así como los tenientes Luis Tuya y Homero Duarte. También volaron dos Fiat CR 20 y varias unidades de transporte